# Matteo Maria Boiardo
Matteo Maria Boiardo (Scandiano, 1441 - Reggio d'Émilie, 20 december 1494) was een Italiaans renaissancedichter. In zijn jeugd was Boiardo  een succesvolle imitator van de liefdesgedichten van Petrarca. Meer serieuze pogingen volgden met de Istoria Imperiale, enkele adaptaties op basis van werk van Nepos, Apuleius, Herodotus, Xenophon, enz., en zijn Bucolica. Deze werden gevolgd door een komedie, Il Timone (1487?).
Zijn bekendste werk is zijn grandioze gedicht over ridderlijkheid en romantiek Orlando Innamorato.
- Bibsys: 90345159
- Biblioteca Nacional de España: XX860507
- Bibliothèque nationale de France: cb12071212p (data)
- Catàleg d'autoritats de noms i títols de Catalunya: 981058529993206706
- Digitale Bibliotheek voor de Nederlandse Letteren: boia001
- Gemeinsame Normdatei: 11866106X
- International Standard Name Identifier: 0000 0001 2128 8486
- Library of Congress Control Number: n79063895
- Nationale Bibliotheek van Tsjechië: ola2009507600
- Nationale bibliotheek van Australië: 35082848
- Nationale Bibliotheek van Israël: 987007258956405171
- Nationale Bibliotheek van Polen: a0000002766739
- Nationale en Universitaire bibliotheek Zagreb: 000214443
- Nederlandse Thesaurus van Auteursnamen: 155585258
- Réseau des bibliothèques de Suisse occidentale: 02-A003019560
- Istituto Centrale per il Catalogo Unico: CFIV031823
- LIBRIS: 207308
- Système universitaire de documentation: 028991605
- Trove: 821292
- Virtual International Authority File: 39400425
- WorldCat: E39PBJrKXd3d4XTYx8G7PDKTpP